# NGC 5094
NGC 5094 é uma galáxia elíptica (E) localizada na direcção da constelação de Virgo. Possui uma declinação de -14° 04' 51" e uma ascensão recta de 13 horas, 20 minutos e 46,8 segundos.
A galáxia NGC 5094 foi descoberta em 27 de Março de 1786 por William Herschel.